# Gert Jannsen
Gert Jannsen (* 7. April 1939 in Niebüll) ist ein deutscher Geograph, Hochschullehrer und Politiker (Grüne). 

## Leben
Jannsen besuchte die Schule im Kleinseerkoog, die von seinem Vater geleitet wurde und legte an der Friedrich-Paulsen-Schule in Niebüll sein Abitur ab. Er studierte an der Freien Universität Berlin Geografie und betrieb nebenbei Leistungssport. Als wissenschaftlicher Assistent an der Freien Universität Berlin hielt er sich lange zu Forschungszwecken in der Sahara auf, 1969 wurde er promoviert. Jannsen war von 1975 bis 2004 Professor für Geografie an der Carl von Ossietzky Universität Oldenburg.
Er war Mitglied des Deutschen Bundestages in der 10. Wahlperiode (1983–1987), schied aber bereits nach zwei Jahren, am 1. März 1985, aufgrund des Rotationsprinzips aus dem Bundestag aus. Seine Nachfolgerin im Deutschen Bundestag wurde die Pädagogin und Parteilose Heidemarie Dann aus Hannover. 
In den 1960er Jahren trat Jannsen als Geher für den Berliner Sport-Club an. 1963 war er Deutscher Meister im 50-Kilometer-Gehen, 1964 belegte er den dritten Platz über 20 Kilometer.